# Holorusia picturata
Holorusia picturata är en tvåvingeart som beskrevs av Neal L. Evenhuis 2006. Holorusia picturata ingår i släktet Holorusia och familjen storharkrankar. Inga underarter finns listade i Catalogue of Life.